# Parasynatops kharsus
Parasynatops kharsus es una especie de coleóptero de la familia Attelabidae.

## Distribución geográfica
Habita en la India.